# Список глав Габона

Штандарт президента Габонской Республики

Список глав Габона включает лиц, занимавших пост главы государства в Габонской Республике, ставшей независимой 17 августа 1960 года. Первоначально главой государства (фр. Chef d’état) стал являвшийся с 22 сентября 1958 года президентом Правительственного совета (фр. Président du Conseil de Gouvernement) и с 13 февраля 1959 года премьер-министром (фр. Premier ministre) автономной Габонской Республики (фр. République autonome gabonaise) Габриэль-Леон Мба. После победы на первых выборах он принял 21 февраля 1961 года присягу президента Габонской Республики (фр. Président de la République gabonaise).
В 1964 году страна пережила попытку государственного переворота, организованного младшими офицерами. После смерти Леона Мба присягу президента 28 ноября 1967 года принёс вице-президент Альбер-Бернар Бонго, 29 сентября 1973 года принявший ислам и сменивший своё имя на Омар Бонго (15 ноября 2003 года принявший второй родовую фамилию своего отца Ондимба), который оставался президентом более 40 лет, до своей смерти 8 июня 2009 года.
С 16 октября 2009 года президентом Габона являлся его сын — Али Бонго Ондимба. 30 августа 2023 года группа офицеров армии Габона в эфире телеканала «Габон 24» заявила, что власть в стране принадлежит им; причиной переворота послужило несогласие военных с результатами всеобщих выборов, итоги которых были отменены. Военными был создан Комитет по переходу и восстановлению институтов (фр. Comité pour la transition et la restauration des institutions), принявший на себя полноту государственной власти и избравший президентом переходного периода генерала армии Бриса Олиги.
Промульгированная 19 декабря 2024 года, принятая на состоявшемся 16 ноября референдуме новая конституция страны, установила, что президент избирается на семилетний срок (по системе двух туров) с правом однократного переизбрания, при вакансии президентского поста его полномочия временно возлагаются последовательно на первого или второго вице-президента, президент возглавляет также правительство страны.
Применённая в первом столбце таблицы нумерация является условной. Также условным является использование в первых столбцах цветовой заливки, служащей для упрощения восприятия принадлежности лиц к различным политическим силам без необходимости обращения к столбцу, отражающему партийную принадлежность. Также отражён различный характер полномочий персон (например, единый срок нахождения во главе республики Леона Мба в 1960—1964 годах разделён на периоды, когда он являлся первоначально главой государства в качестве действующего премьер-министра, а затем избранным президентом республики. Последовательные периоды полномочий одного лица (например, семь президентских каденций Омара Бонго Ондимба) не разделены. В столбце «Выборы» отражены состоявшиеся выборные процедуры или иные основания, по которым лицо возглавило правительство. Наряду с партийной принадлежностью, в столбце «Партия» также отражён их принадлежность к вооружённым силам, когда они выступали как самостоятельная политическая сила.

## Список
Курсивом и серым цветом выделены даты начала и окончания временного исполнения полномочий главы государства (при одновременном сохранении постоянных полномочий основного, конституционного лица).
|            | Портрет         | Имя (годы жизни) | Полномочия      | Полномочия           | Партия                                                            | Выборы | Должность | Пр.           |
| Начало     | Портрет         | Имя (годы жизни) | Окончание       |                      | Партия                                                            | Выборы | Должность | Пр.           |
| ---------- | --------------- | --- | --------------- | -------------------- | ----------------------------------------------------------------- | --- | --- | ------------- |
| 1 (I—II)   |                 | Габриэль Леон Мба (1902—1967) фр. Gabriel Léon M’ba | 17 августа 1960 | 21 февраля 1961      | Габонский демократический блок                                    | [ комм. 1 ]                                                                                                  | премьер-министр Габонской Республики, глава государства фр. Premier Ministre de la République gabonaise, Chef d’état                                 | [ 11 ] [ 12 ] |
| 1 (I—II)   | 21 февраля 1961 | Габриэль Леон Мба (1902—1967) фр. Gabriel Léon M’ba | 17 февраля 1964 | 1961                 | Габонский демократический блок                                    | президент Габонской Республики фр. Président de la République gabonaise                                      | | [ 11 ] [ 12 ] |
| —          |                 | Даниэль Мбене (?—1969) фр. Daniel M’bene Жан-Валер Эссон (?—?) фр. Jean Valère Essone Жак Момбо (1943—) фр. Jacques Mombo Даниэль Мбо Эду (?—1964) фр. Daniel Mbo Edou | 17 февраля 1964 | 18 февраля 1964      | военные                                                           | [ комм. 4 ]                                                                                                  | Революционный комитет фр. Comité révolutionnaire | [ 4 ] [ 5 ]   |
| —          |                 | Жан-Илер Обам (1912—1989) фр. Jean-Hilaire Aubame | 18 февраля 1964 | 19 февраля 1964      | Габонский демократический и социальный союз                       | [ комм. 6 ]                                                                                                  | глава временного правительства фр. Chef du gouvernement par intérim                                                                                  | [ 13 ] [ 14 ] |
| 1 (II—III) |                 | Габриэль Леон Мба (1902—1967) фр. Gabriel Léon M’ba | 19 февраля 1964 | 28 ноября 1967       | Габонский демократический блок → Габонская демократическая партия | [ комм. 10 ]                                                                                                 | президент Габонской Республики фр. Président de la République gabonaise                                                                              | [ 11 ] [ 12 ] |
| 1 (II—III) | 1967            | Габриэль Леон Мба (1902—1967) фр. Gabriel Léon M’ba | 19 февраля 1964 | 28 ноября 1967       | Габонский демократический блок → Габонская демократическая партия | | президент Габонской Республики фр. Président de la République gabonaise                                                                              | [ 11 ] [ 12 ] |
| 2          |                 | хаджи Омар Бонго Ондимба (1935—2009) фр. Omar Bongo Ondimba урожд. Альбер-Бернар Бонго фр. Albert-Bernard Bongo в 1973—2003 Омар Бонго фр. Omar Bongo                  | 28 ноября 1967  | 8 июня 2009          | Габонский демократический блок → Габонская демократическая партия | [ комм. 12 ]                                                                                                 | президент Габонской Республики фр. Président de la République gabonaise                                                                              | [ 15 ] [ 16 ] |
| 2          | 1973            | хаджи Омар Бонго Ондимба (1935—2009) фр. Omar Bongo Ondimba урожд. Альбер-Бернар Бонго фр. Albert-Bernard Bongo в 1973—2003 Омар Бонго фр. Omar Bongo                  | 28 ноября 1967  | 8 июня 2009          | Габонский демократический блок → Габонская демократическая партия | | президент Габонской Республики фр. Président de la République gabonaise                                                                              | [ 15 ] [ 16 ] |
| 2          | 1979            | хаджи Омар Бонго Ондимба (1935—2009) фр. Omar Bongo Ondimba урожд. Альбер-Бернар Бонго фр. Albert-Bernard Bongo в 1973—2003 Омар Бонго фр. Omar Bongo                  | 28 ноября 1967  | 8 июня 2009          | Габонский демократический блок → Габонская демократическая партия | | президент Габонской Республики фр. Président de la République gabonaise                                                                              | [ 15 ] [ 16 ] |
| 2          | 1986            | хаджи Омар Бонго Ондимба (1935—2009) фр. Omar Bongo Ondimba урожд. Альбер-Бернар Бонго фр. Albert-Bernard Bongo в 1973—2003 Омар Бонго фр. Omar Bongo                  | 28 ноября 1967  | 8 июня 2009          | Габонский демократический блок → Габонская демократическая партия | | президент Габонской Республики фр. Président de la République gabonaise                                                                              | [ 15 ] [ 16 ] |
| 2          | 1993            | хаджи Омар Бонго Ондимба (1935—2009) фр. Omar Bongo Ondimba урожд. Альбер-Бернар Бонго фр. Albert-Bernard Bongo в 1973—2003 Омар Бонго фр. Omar Bongo                  | 28 ноября 1967  | 8 июня 2009          | Габонский демократический блок → Габонская демократическая партия | | президент Габонской Республики фр. Président de la République gabonaise                                                                              | [ 15 ] [ 16 ] |
| 2          | 1998            | хаджи Омар Бонго Ондимба (1935—2009) фр. Omar Bongo Ondimba урожд. Альбер-Бернар Бонго фр. Albert-Bernard Bongo в 1973—2003 Омар Бонго фр. Omar Bongo                  | 28 ноября 1967  | 8 июня 2009          | Габонский демократический блок → Габонская демократическая партия | | президент Габонской Республики фр. Président de la République gabonaise                                                                              | [ 15 ] [ 16 ] |
| 2          | 2005            | хаджи Омар Бонго Ондимба (1935—2009) фр. Omar Bongo Ondimba урожд. Альбер-Бернар Бонго фр. Albert-Bernard Bongo в 1973—2003 Омар Бонго фр. Omar Bongo                  | 28 ноября 1967  | 8 июня 2009          | Габонский демократический блок → Габонская демократическая партия | | президент Габонской Республики фр. Président de la République gabonaise                                                                              | [ 15 ] [ 16 ] |
| и. о.      |                 | Диджоб Дивунги Ди Ндинге (1946—) фр. Didjob Divungi Di Ndinge | 6 мая 2009      | 10 июня 2009         | Демократический и республиканский альянс                          | [ комм. 14 ]                                                                                                 | вице-президент Габонской Республики фр. Vice-président de la République gabonaise                                                                    | [ 17 ]        |
| 3          |                 | Роза Франсина Рогомбе (1942—2015) фр. Rose Francine Rogombé урожд. Роза Франсина Этомба фр. Rose Francine Etomba                                                       | 10 июня 2009    | 16 октября 2009      | Габонская демократическая партия                                  | [ комм. 15 ]                                                                                                 | временный президент Габонской Республики фр. Président par intérim de la République gabonaise                                                        | [ 18 ]        |
| 4 (I—II)   |                 | Али Бен Бонго Ондимба (1959—) фр. Ali Ben Bongo Ondimba урожд. Ален-Бернар Бонго фр. Alain Bernard Bongo                                                               | 16 октября 2009 | 30 августа 2023      | Габонская демократическая партия                                  | 2009 | президент Габонской Республики фр. Président de la République gabonaise                                                                              | [ 19 ] [ 20 ] |
| 4 (I—II)   | 2016            | Али Бен Бонго Ондимба (1959—) фр. Ali Ben Bongo Ondimba урожд. Ален-Бернар Бонго фр. Alain Bernard Bongo                                                               | 16 октября 2009 | 30 августа 2023      | Габонская демократическая партия                                  | | президент Габонской Республики фр. Président de la République gabonaise                                                                              | [ 19 ] [ 20 ] |
| и. о.      |                 | Пьер-Клавер Маганга Муссаву (1952—) фр. Pierre Claver Maganga Moussavou                                                                                                | 15 ноября 2018  | 14 января 2019       | Социал-демократическая партия                                     | [ комм. 16 ]                                                                                                 | вице-президент Габонской Республики фр. Vice-président de la République gabonaise                                                                    | [ 21 ] [ 22 ] |
| и. о.      | 16 января 2019  | Пьер-Клавер Маганга Муссаву (1952—) фр. Pierre Claver Maganga Moussavou                                                                                                | 25 февраля 2019 |                      | Социал-демократическая партия                                     | [ комм. 16 ]                                                                                                 | вице-президент Габонской Республики фр. Vice-président de la République gabonaise                                                                    | [ 21 ] [ 22 ] |
| 5 (I—III)  |                 | генерал армии Брис Клотер Олиги Нгема (1975—) фр. Brice Clothaire Oligui Nguema                                                                                        | 30 августа 2023 | 4 сентября 2023      | военный                                                           | [ комм. 17 ]                                                                                                 | президент Комитета по переходному периоду и восстановлению институтов фр. Président du Comité pour la transition et la restauration des institutions | [ 23 ] [ 24 ] |
| 5 (I—III)  | 4 сентября 2023 | генерал армии Брис Клотер Олиги Нгема (1975—) фр. Brice Clothaire Oligui Nguema                                                                                        | 3 мая 2025      | [ комм. 18 ]         | военный                                                           | президент переходного периода Габонской Республики фр. Président de la Transition de la République gabonaise | | [ 23 ] [ 24 ] |
|            | 3 мая 2025      | генерал армии Брис Клотер Олиги Нгема (1975—) фр. Brice Clothaire Oligui Nguema                                                                                        | действующий     | Собрание созидателей | 2025                                                              | президент Габонской Республики фр. Président de la République gabonaise                                      | | [ 23 ] [ 24 ] |